# Добровольський Олег Сергійович
Оле́г Сергі́йович Доброво́льський (нар. 6 березня 1997, Чернівці, Україна) — український футболіст, півзахисник.

## Клубна кар'єра
Вихованець футбольної школи «Буковина» (Чернівці).
У чемпіонаті України (ДЮФЛ) виступав за чернівецьку «Буковину». У 2014 році підписав контракт із рідною командою. Дебютував за «Буковину» в матчі проти кіровоградської «Зірки».
У сезоні 2014/15 за рідну команду провів більше 10 матчів. Навесні 2016 року був переведений у молодіжно-юнацький склад чернівецької команди, провівши при цьому 12 матчів у чемпіонаті за основну команду з міста Чернівців.
Наприкінці серпня 2016 року Олег був заявлений за оновлений юнацький склад «Буковини», де як найстарший та найдосвідченіший гравець був обраний капітаном команди. З липня 2017 року знову був заявлений за основний склад чернівецької команди. Проте у вересні Олег вирішив призупинити виступи за «Буковину», що стало причиною такого рішення не повідомлялось.

### В збірній
Являючісь студентом чернівецького національного університету викликається у національну студентську збірну України.

## Статистика
Станом на 24 вересня 2017 року
| Клуб                | Ліга       | Сезон   | Чемпіонат | Чемпіонат | Кубок | Кубок | Дубль | Дубль |
| Клуб                | Ліга       | Сезон   | Ігри      | Голи      | Ігри  | Голи  | Ігри  | Голи  |
| ------------------- | ---------- | ------- | --------- | --------- | ----- | ----- | ----- | ----- |
| Буковина (Чернівці) | Перша ліга | 2014/15 | 12        | 0         |       |       |       |       |
| Буковина (Чернівці) | Друга ліга | 2015/16 |           |           |       |       |       |       |
| Буковина (Чернівці) | Перша ліга | 2016/17 |           |           |       |       | 10    | 5     |
| Буковина (Чернівці) | Друга ліга | 2017/18 | 6         | 0         | 1     | 0     |       |       |